# Aurélien Sauvageot
Pour les articles homonymes, voir Sauvageot.
Aurélien Sauvageot (13 avril 1897 à Constantinople - 5 décembre 1988 à Aix-en-Provence), est un linguiste français fondateur des études finno-ougriennes en France.

## Biographie
Aurélien Sauvageot est né à Constantinople, où son père travaillait comme ingénieur au service du sultan de l'Empire ottoman. Le jeune Aurélien, qui parle français à la maison, étudie au collège britannique et apprend aussi rapidement le grec et le turc. Il devient donc très tôt polyglotte. À quatorze ans, il arrive en France. Inscrit en section allemande au Lycée Henri-IV, il découvre Wagner et se passionne pour les langues scandinaves, qu'il rêve d'étudier.  
Il est encore élève à l'École normale supérieure lorsque Antoine Meillet, qui règne alors en maître sur la linguistique française, lui intime l'ordre de se consacrer à l'étude des langues finno-ougriennes afin de remplacer Robert Gauthiot, mort à la guerre. Il part donc en octobre 1918 pour la Suède, où il suit des cours sur les langues fenniques. En juin 1919, il gagne la Finlande, où il séjourne jusqu'en octobre. En novembre 1923, il se rend à Budapest pour enseigner le français au Collège Eötvös et étudier le hongrois. Il reste en Hongrie presque huit ans. Enfin, en 1931, après avoir soutenu sa thèse de doctorat, il inaugure à l'École des langues orientales la première chaire de langues finno-ougriennes en France. En 1932 sort de presse son Grand dictionnaire français-hongrois, qui sera suivi en 1937 de son pendant hongrois-français. Sous le régime de Vichy, Sauvageot est démis de ses fonctions en 1941 pour appartenance à la franc-maçonnerie, avant d'être rétabli à la demande expresse des ambassades de Finlande et de Hongrie dans sa chaire en février 1943. Entre-temps, il traduit pour gagner sa vie des ouvrages finlandais notamment sur la guerre avec l'Union soviétique.
En 1949, il publie son Esquisse de la langue finnoise, description originale et personnelle très éloignée des grammaires traditionnelles. En 1951, il réitère l'expérience avec son Esquisse de la langue hongroise qui montre qu'elle dispose de mécanismes grammaticaux très réguliers. Dix ans plus tard, il publie Les Anciens Finnois, initiation aux problèmes que posent les époques archaïques ayant précédé l'entrée des Finnois dans l'histoire. Parmi ses publications ultérieures sur les langues et les cultures finno-ougriennes, on peut citer son Premier Livre de hongrois (1965), son Histoire de Finlande (1968), L'Édification de la langue hongroise (1971), L'Élaboration de la langue finnoise (1973). Il est également l'auteur de nombreux ouvrages sur la langue française, notamment sur le français parlé et le français fondamental. On lui doit enfin des articles sur le tahitien, l'eskimo, le youkaguire ou les langues samoyèdes, ainsi que des traductions d'œuvres de la littérature hongroise.
En 1964, il fonde avec Jean Gergely la revue Études finno-ougriennes, revue scientifique consacrée aux langues et aux peuples ouraliens.
Après 35 années d'enseignement, il se retire en 1967 à Aix-en-Provence. Il a 91 ans quand sort de presse son dernier livre publié de son vivant, Souvenirs de ma vie hongroise. En 1992 paraît un ouvrage posthume qui résume ses idées sur la langue et la linguistique : La Structure du langage.

## Ouvrages

### Essai à caractère autobiographique
- Rencontre de l'Allemagne, les éditions Nord-Sud, 1947
- Souvenirs de ma Vie hongroise, 1988

### Ouvrages de linguistique
- L'Emploi de l'article en gotique, Librairie Ancienne Honoré Champion, 1929
- Esquisse de la langue finnoise, la Nouvelle Édition, 1946
- Les Langues finno-ougriennes à l'École nationale des langues orientales vivantes, Imprimerie nationale de France, 1948
- Français écrit, français parlé, Larousse, 1962
- Premier Livre de Hongrois, Imprimerie Nationale, Librairie Orientaliste Paul Geuthner, Paris, 1965
- L'Édification de la langue hongroise, Klincksieck, 1971
- L'Élaboration de la langue finnoise, Société de linguistique de Paris, 1973

### Traductions

#### Du finnois
- Guerre dans le désert blanc (Korpisotaa), Pentti Haanpää, Gallimard, 1942
- Sous la voûte de feu (Tuliholvin alla), Eino Hosia, Sté Parisienne de Librairie et d'édition, 1944
- C'est ça… (Sellaista se on…), Eero Kiviranta, Société Parisienne de Librairie et d'édition, 1944

#### Du hongrois
- Les trois fils de Cœur-de-Pierre (A Kőszivű ember fiai), Mór Jókai, Publications orientalistes de France

### Avant-propos
- Mika Waltari et Aurélien Sauvageot (avant-propos) (trad. Lucie Thomas), Un inconnu vint à la ferme [« Vieras mies tuli taloon »], Paris, Gallimard, coll. « Folio » (no 2751), 1995, 221 p. (ISBN 978-2-07-039375-6, OCLC 406974851)
- La femme du pasteur (Papin rouva), Juhani Aho/J.Perrin d'Agnel, la Nouvelle Édition, 1946

### Contributions
- Finlande, ouvrage collectif, éd. Horizons de France, 1940

Dans cet ouvrage, publié pour soutenir la Finlande en guerre avec l'Union soviétique (Guerre d'Hiver), Aurélien Sauvageot a rédigé Un regard sur l'histoire de la Finlande et Le problème des langues et traduit l'Ordre du jour du maréchal Mannerheim proclamé à l'occasion du traité de paix mettant fin à cette guerre.